# Jiří Žďárský
Dr. Jiří Žďárský (16. listopadu 1923 – 14. července 2018) byl český fotbalista, útočník, reprezentant Československa.

## Fotbalová kariéra
Za československou reprezentaci odehrál v letech 1950–1952 devět utkání a vstřelil tři góly (Rumunsku, Albánii a Polsku), 6x startoval i v reprezentačním B-mužstvu (1 gól). V lize odehrál 135 utkání a vstřelil v nich 61 branek. Hrál za Slavii Praha (1943–1946) a Bohemians (1946–1954). Se Slavií získal v sezóně 1946/47 titul mistra Československa.
V letech 1943 a 1944 se Slavií vyhrál Středočeský pohár.

## Ligová bilance
| Ročník                                     | Zápasy | Góly | Klub                     |
| ------------------------------------------ | ------ | ---- | ------------------------ |
| Národní liga 1943/44                       | -      | 13   | SK Slavia Praha          |
| Státní liga 1945/46                        | 5      | 6    | SK Slavia Praha          |
| Státní liga 1946/47                        | -      | 0    | SK Slavia Praha          |
| Státní liga 1947/48                        | 11     | 5    | AFK Bohemians Praha      |
| Státní liga 1948                           | 12     | 6    | AFK Bohemians Praha      |
| Celostátní československé mistrovství 1949 | 22     | 8    | Železničáři Praha        |
| Celostátní československé mistrovství 1950 | 26     | 7    | Železničáři Praha        |
| Mistrovství československé republiky 1951  | 10     | 10   | Železničáři Praha        |
| Přebor československé republiky 1954       | 15     | 3    | Spartak Praha Stalingrad |
| CELKEM 1. česká liga                       | 135    | 61   |                          |